# ATP Challenger Tour Finals 2012 - Singolare
Il singolare  dell'ATP Challenger Tour Finals 2012 è stato un torneo di tennis facente parte dell'ATP Challenger Tour 2012.
Cedrik-Marcel Stebe era il detentore del titolo ma non si è qualificato per questa edizione del torneo.

## Teste di serie
1. Thomaz Bellucci (round robin, ritirato per un infortunio alla spalla)
2. Paolo Lorenzi (round robin)
3. Victor Hănescu (semifinale)
4. Rubén Ramírez Hidalgo (round robin)

1. Aljaž Bedene (semifinale)
2. Adrian Ungur (finale)
3. Guido Pella (campione)
4. Gastão Elias (round robin)

### Riserve
1. Thiago Alves (round robin, ha sostituito Bellucci)

1. Rogério Dutra da Silva

## Tabellone

### Legenda
| - Q = Qualificato - WC = Wild card - LL = Lucky loser | - ALT = Alternate - SE = Special Exempt - PR = Protected Ranking | - w/o = Walkover - r = Ritirato - d = Squalificato |

### Finali
|  | Semifinali | Semifinali     | Semifinali     | Semifinali | Semifinali |  |  | Finale | Finale       | Finale | Finale | Finale |  |
|  |            |                |                |            |            |  |  |        |              |        |        |        |  |
|  | 6          | Adrian Ungur   | Adrian Ungur   | 6          | 6          |  |  |        |              |        |        |        |  |
|  | 5          | Aljaž Bedene   | Aljaž Bedene   | 4          | 1          |  |  | 6      | Adrian Ungur | 3      | 7      | 64     |  |
|  | 3          | Victor Hănescu | Victor Hănescu | 63         | 2          |  |  | 7      | Guido Pella  | 6      | 64     | 7      |  |
|  | 7          | Guido Pella    | Guido Pella    | 7          | 6          |  |  |        |              |        |        |        |  |

### Gruppo Verde
|            |                              | Bellucci Alves                 | Ramírez Hidalgo        | Ungur                  | Pella                          | RR V-P  | Set V-P                 | Game V-P                    | Classifica |
| 1/WC 9/Alt | Thomaz Bellucci Thiago Alves |                                | 3–6, 6(3)–7 (w/ Alves) | 7–6(6), 6–2 (w/ Alves) | 6–4, 6(5)–7, 5–7 (w/ Bellucci) | 0–1 1–1 | 1–2 (33.3%) 2–2 (50.0%) | 17–18 (48.6%) 22–21 (51.2%) | X 4        |
| 4          | Rubén Ramírez Hidalgo        | 6–3, 7–6(3) (w/ Alves)         |                        | 4–6, 6–4, 2–6          | 6(4)–7, 2–6                    | 1–2     | 3–4 (42.9%)             | 33–38 (46.5%)               | 3          |
| 6          | Adrian Ungur                 | 6(6)–7, 2–6 (w/ Alves)         | 6–4, 4–6, 6–2          |                        | 4–6, 7–6(6), 7–6(5)            | 2–1     | 4–4 (50.0%)             | 42–43 (49.4%)               | 1          |
| 7          | Guido Pella                  | 4–6, 7–6(5), 7–5 (w/ Bellucci) | 7–6(4), 6–2            | 6–4, 6(6)–7, 6(5)–7    |                                | 2–1     | 5–3 (62.5%)             | 49–43 (53.3%)               | 2          |

La classifica viene stilata in base ai seguenti criteri: 1) Numero di vittorie; 2) Numero di partite giocate; 3) Scontri diretti (in caso di due giocatori pari merito); 4) Percentuale di set vinti o di games vinti (in caso di tre giocatori pari merito); 5) Decisione della commissione.

### Gruppo Giallo
|   |                | Lorenzi  | Hănescu        | Bedene           | Elias            | RR V-P | Set V-P     | Game V-P      | Classifica |
| 2 | Paolo Lorenzi  |          | 3–6, 4–6       | 1–6, 3–6         | 7–5, 6–2         | 1–2    | 2–4 (33.3%) | 24–31 (43.6%) | 3          |
| 3 | Victor Hănescu | 6–3, 6–4 |                | 7–6(5), 7–6(5)   | 6–3, 5–7, 3–6    | 2–1    | 5–2 (71.4%) | 40–35 (53.3%) | 1          |
| 5 | Aljaž Bedene   | 6–1, 6–3 | 6(5)–7, 6(5)–7 |                  | 6–3, 6(5)–7, 6–3 | 2–1    | 4–3 (57.1%) | 42–31 (57.5%) | 2          |
| 8 | Gastão Elias   | 5–7, 2–6 | 3–6, 7–5, 6–3  | 3–6, 7–6(5), 3–6 |                  | 1–2    | 3–5 (37.5%) | 36–45 (44.4%) | 4          |

La classifica viene stilata in base ai seguenti criteri: 1) Numero di vittorie; 2) Numero di partite giocate; 3) Scontri diretti (in caso di due giocatori pari merito); 4) Percentuale di set vinti o di games vinti (in caso di tre giocatori pari merito); 5) Decisione della commissione.